# Sharon Jacobsen
Sharon Naomi Jacobsen (30 de agosto de 1983) es una luchadora estadounidense de lucha libre. Obtuvo una medalla de bronce en Campeonato Panamericano de 2016. En la sexta posición en la Copa del Mundo de 2013.